# Caja Rural-Seguros RGA/Saison 2017
Diese Liste beschreibt die Mannschaft und die Erfolge des Radsportteams Caja Rural-Seguros RGA in der Saison 2017.

## Erfolge in der UCI Europe Tour
Bei den Rennen der UCI Europe Tour im Jahr 2017 gelangen dem Team nachstehende Erfolge.
| Datum     | Rennen                           | Kat. | Fahrer      |
| --------- | -------------------------------- | ---- | ----------- |
| 22. April | 5. Etappe Kroatien-Rundfahrt     | 2.1  | Jaime Roson |
| 6. Mai    | 4. Etappe Rhône-Alpes Isère Tour | 2.2  | Justin Oien |

## Zugänge – Abgänge
| Zugänge       | Team 2016                      | Abgänge            | Team 2017                                   |
| ------------- | ------------------------------ | ------------------ | ------------------------------------------- |
| Alex Aranburu | Euskadi Basque Country-Murias  | Javier Aramendia   |                                             |
| Chris Butler  | Cycling Academy Team           | Carlos Barbero     | Movistar Team                               |
| Jon Irisarri  | Caja Rural-Seguros RGA amateur | Pello Bilbao       | Astana Pro Team                             |
| Dylan Page    | Team Roth                      | Hugh Carthy        | Cannondale Drapac Professional Cycling Team |
| Justin Oien   | Axeon Hagens Berman            | Alberto Gallego    |                                             |
| Rafael Reis   | W52-FC Porto                   | Domingos Gonçalves | Rádio Popular Boavista                      |
| Nick Schultz  | SEG Racing Academy             | José Gonçalves     | Team Katusha Alpecin                        |
| Juri Trofimow | Tinkoff                        | Ángel Madrazo      | Delko Marseille Provence KTM                |
| Josu Zabala   | Caja Rural-Seguros RGA amateur | Ricardo Vilela     | Manzana Postobón Team                       |

## Mannschaft
| Teamkader 2017                                | Teamkader 2017     | Teamkader 2017     | Teamkader 2017                          |
| Name                                          | Geburtsdatum       | Land               | Vorheriges Team                         |
| --------------------------------------------- | ------------------ | ------------------ | --------------------------------------- |
| Alex Aranburu                                 | 19. September 1995 | Spanien            | Euskadi Basque Country-Murias (2016)    |
| David Arroyo                                  | 7. Januar 1980     | Spanien            | Movistar Team (2012)                    |
| Miguel Ángel Benito                           | 21. September 1993 | Spanien            | Caja Rural-Seguros RGA amateur (2014)   |
| Chris Butler                                  | 16. Februar 1988   | Vereinigte Staaten | Cycling Academy (2016)                  |
| Fabricio Ferrari                              | 3. Juni 1985       | Uruguay            | Caja Rural amateur (2009)               |
| Jon Irisarri                                  | 9. November 1995   | Spanien            | Caja Rural-Seguros RGA amateur (2016)   |
| Jonathan Lastra                               | 3. Juni 1993       | Spanien            | Caja Rural-Seguros RGA amateur (2015)   |
| Lluís Mas                                     | 15. Oktober 1989   | Spanien            | Burgos BH-Castilla y León (2013)        |
| Antonio Molina                                | 4. Januar 1991     | Spanien            | Caja Rural-Seguros RGA amateur (2013)   |
| Justin Oien                                   | 5. Mai 1995        | Vereinigte Staaten | Axeon-Hagens Berman (2016)              |
| Dylan Page                                    | 5. November 1993   | Schweiz            | Roth (2016)                             |
| Sergio Pardilla                               | 16. Januar 1984    | Spanien            | MTN-Qhubeka (2014)                      |
| Eduard Prades                                 | 9. August 1987     | Spanien            | Matrix Powertag (2014)                  |
| Rafael Reis                                   | 15. Juli 1992      | Portugal           | W52-FC Porto (2016)                     |
| Jaime Rosón                                   | 13. Januar 1993    | Spanien            | Caja Rural-Seguros RGA amateur (2014)   |
| Diego Rubio                                   | 13. Juni 1991      | Spanien            | Efapel (2015)                           |
| Héctor Sáez                                   | 6. November 1993   | Spanien            | Caja Rural-Seguros RGA amateur (2015)   |
| Nick Schultz                                  | 13. September 1994 | Australien         | SEG Racing Academy (2016)               |
| Juri Trofimow (1. Jan.–27. Jul.)              | 26. Januar 1984    | Russland           | Tinkoff (2016)                          |
| Josu Zabala                                   | 11. April 1993     | Spanien            | Caja Rural-Seguros RGA (2016)           |
| Danilo Celano (1. Aug.–31. Dez.)              | 7. Dezember 1989   | Italien            | Amore & Vita-Selle SMP-Fondriest (2017) |
| Óscar Pelegrí (1. Aug.–31. Dez., Stagiaire)   | 30. Mai 1994       | Spanien            |                                         |
| Gonzalo Serrano (1. Aug.–31. Dez., Stagiaire) | 17. August 1994    | Spanien            |                                         |
| Manuel Sola (1. Aug.–31. Dez., Stagiaire)     | 18. April 1992     | Spanien            | Burgos-BH (2016)                        |
|                                               |                    |                    |                                         |
| Quellen: ProCyclingStats Cycling Quotient     |                    |                    |                                         |